# Paco Ortiz Remacha
Paco Ortiz Remacha, conocido como Ortiz Remacha (Zaragoza, 16 de marzo de 1959).

## Biografía
Hijo del periodista deportivo Paco Ortiz.